# Język dagurski
Język dagurski albo daurski – język z rodziny mongolskiej, używany przez ok. 121 tys. osób w północno-zachodniej Mandżurii oraz w górach Tarbagataj w północno-zachodniej części chińskiego regionu autonomicznego Sinciang (stan z roku 1990). Dzieli się na cztery główne dialekty. Jest językiem ojczystym Dagurów.